# Miniopterus srinii
Miniopterus srinii — вид кажанів родини Miniopteridae. Це ендемік Західних Гат, що на півдні Карнатаки (Індія). Він має певну схожість із популяціями меланезійських довгопалих кажанів (M. pusillus) на Нікобарських островах, від яких відрізняється більшим розміром і ехолокаційними звуками, які видає.